# Parkville (Victoria)
Parkville es un suburbio de la ciudad australiana de Melbourne, ubicado al norte de la misma, en el estado de Victoria. Cuenta con una extensión de 4 km² y una población de 4980 habitantes.

## Historia
Parkville South se fundó en 1861 y es la división urbana más antigua de la localidad. En 1868 se tomó parte del Royal Park para la habilitación de viviendas en Parkville North y Parkville West.
Durante las guerras mundiales del siglo XX se utilizó el Royal Park como sitio de campaña para las tropas militares, siendo Camp Pell lugar de campamento para las fuerzas estadounidenses durante la Segunda Guerra Mundial.
La villa deportiva de los Juegos de la Mancomunidad de 2006 estuvo en Parkville.